# Lasvice
Lasvice (německy Klemensdorf) je vesnice ležící v Libereckém kraji, v okrese Česká Lípa při silnici ze Zákup do Nového Boru asi 2 kilometry severně od města Zákupy, pod které spadá od roku 1960. Dnes patří většina stavení chalupářům a rekreantům.

## Historie
Osada, která původně stávala na severním konci dnešních Lasvic, se připomíná roku 1554 při určování mezi panství lipského a zákupského. Zanikla pravděpodobně během třicetileté války.
V roce 1752 tehdejší vévoda Klement František de Paula ze Zákup (od něj ves získala jméno) povolil desítce mužů postavit si svá obydlí na místě zaniklé původní vsi. Dominikální osada Klemmendorf byla nazvaná podle majiteli panství Clementu Augustovi von Bayern. Osadníci vesměs německé národnosti jí říkali Hemme, protože tak (hemmen) volali vozkové na koně při sjezdu příkré silnice vyhloubené ve skalním úvoze. Až později se začal používat i český název po původní osadě.
Dne 18. září 1779 přes vesnici projížděl císař Josef II. cestou ze Zákup do Svojkova.
V roce 1850 byla vesnička připojena administrativně k Starému Šidlovu a roku 1904 začala používat opět české pojmenování. V roce 1924 se osamostatnila a v letech 1950–1952 byly k ní připojeny obce Starý Šidlov a Nový Šidlov. Všechny tři byly 12. června 1960 připojeny k Zákupům. Katastr obce je 790532.

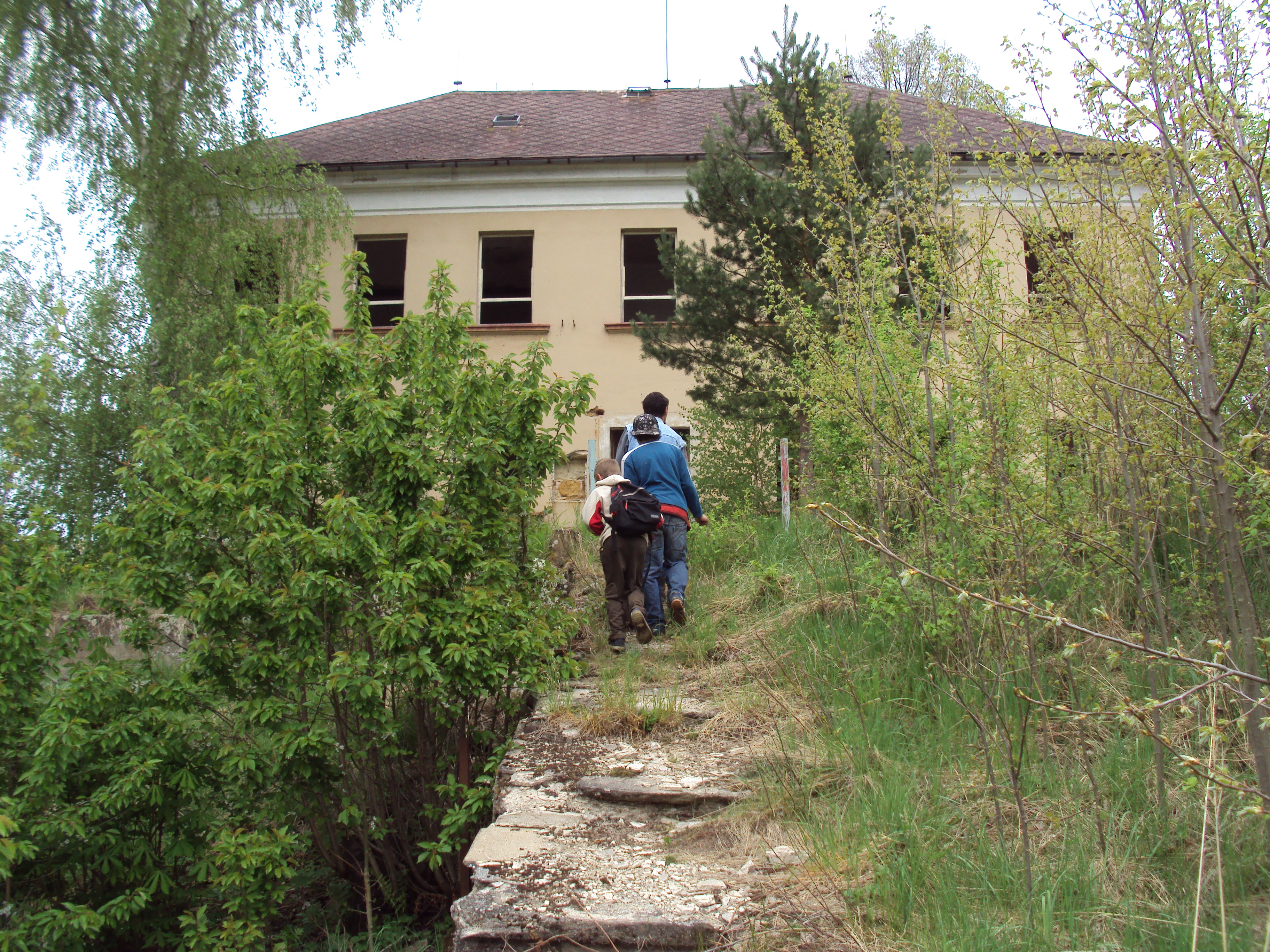
Bývalá lasvická škola před zbořením

Zdejší obyvatelstvo se dříve živilo zemědělstvím a sadařením. Při sčítání lidu v roce 1900 zde žilo 321 obyvatel v 77 domech, v roce 1965 jen 147, dnes zhruba 20 stálých obyvatel v 60 staveních. Většina událostí obce byla a je spojena s nedalekým městem Zákupy.

## Škola
V roce 1797 zde zahájil učitel Kajetán Fridrich vyučování v jednotřídní škole. Celých 34 let to bylo v pronajatých místnostech, až v roce 1831 byla postavena jednotřídní škola nová. Rok poté byla vysvěcena, v roce 1873 rozšířena na dvoutřídní, v roce 1886 jí bylo přistavěno první patro. Po II. světové válce 3. září 1946 v ní bylo znovu zahájeno vyučování už v českém jazyce učitelem Milošem Baštou. Od 1. září 1964 byla škola zrušena, od té doby děti dojíždí do nové školy v Zákupech. V červenci 2010 byla budova zbořena.

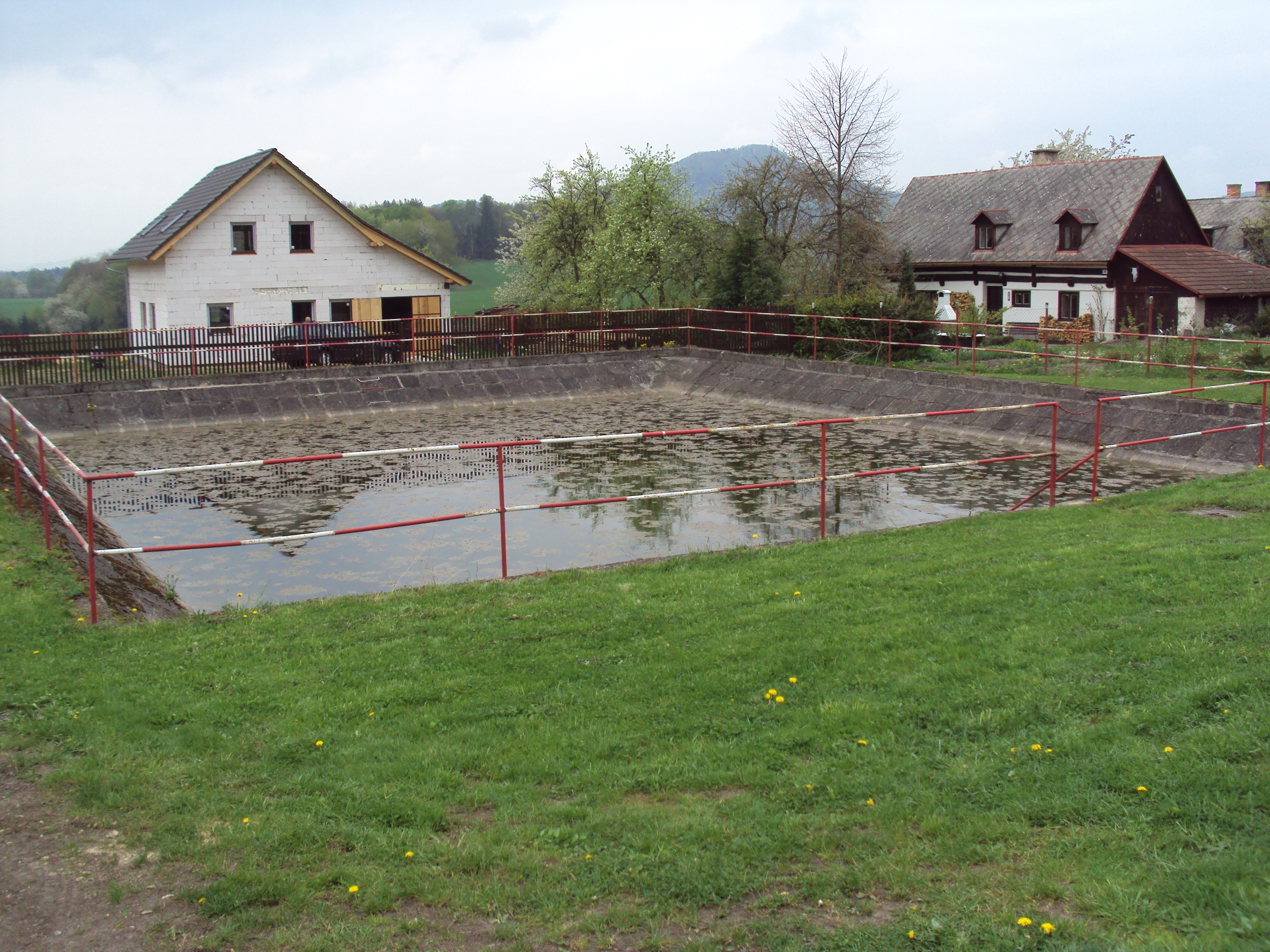
Požární nádrž v Lasvicích

## Památky a zajímavosti
- Kaple sv. Josefa z Calasanzy – byla postupně rekonstruovaná soukromými majiteli. Dne 25. srpna 2012 se konala u kaple slavnost i se mší na přilehlé zahradě k obnově kapličky zasvěcené sv. Josefu Kalasánskému za přítomnosti pražského biskupa Václava Malého, jáhna pana Evžena Policera a zákupského starosty Ing. Lípy.[8]
- V blízkosti návsi je hasičská nádrž, sloužící v létě po vyčistění jako koupaliště.[9]
- V Lasvicích se 26. července 1829 narodil Ignác Grasse, který byl v letech 1868 až 1872 v Liberci městským lékařem, později i lékařem krajským a v letech 1874 až 1887 předsedou spolku německých lékařů v Liberci a okolí.[6]

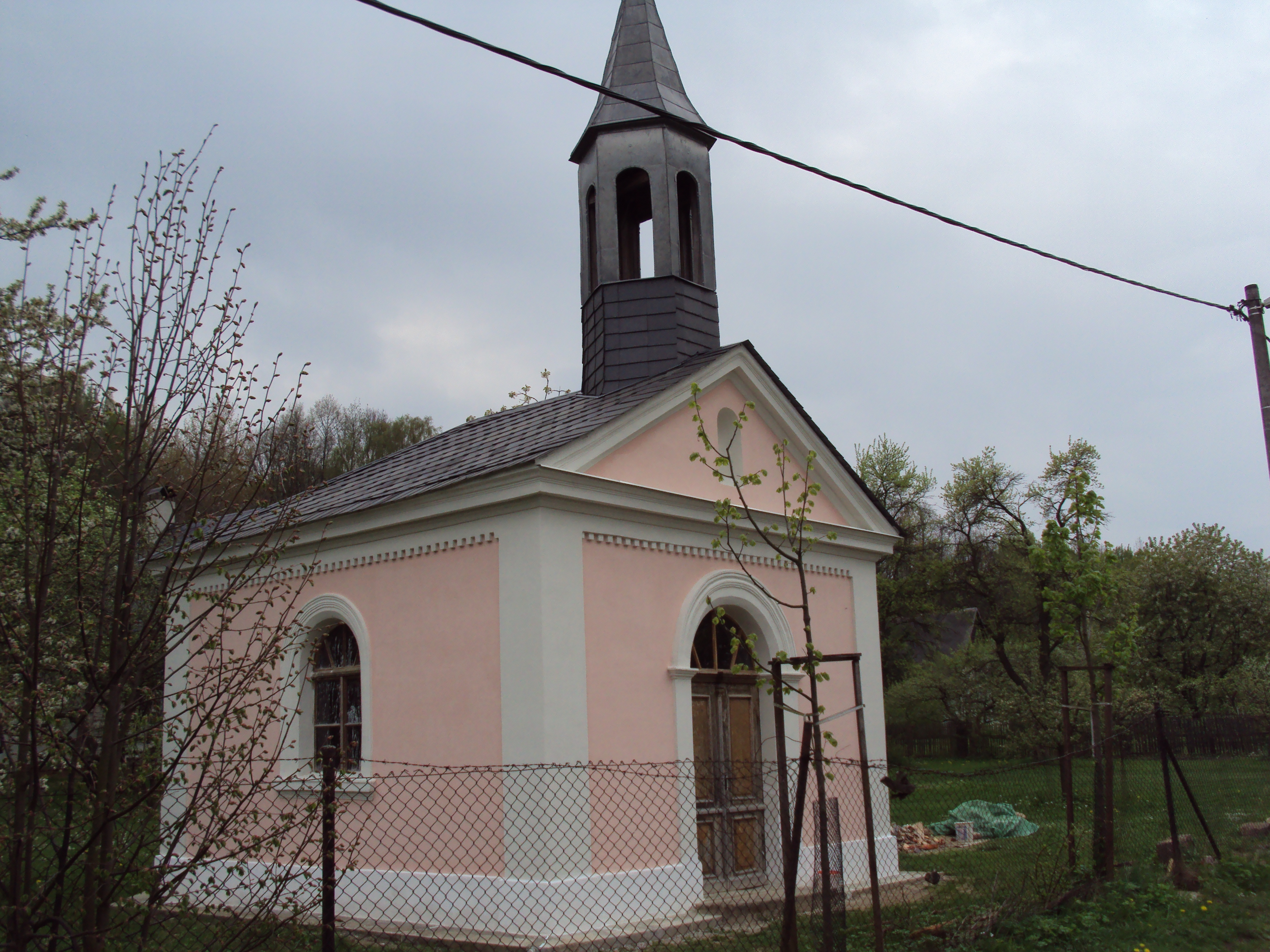
Zrenovovaná kaplička sv. Josefa z Calasanzy, stav 2010